# Dan Greaney
Dan Greaney je americký televizní scenárista. Je autorem scénářů k seriálům Simpsonovi a Kancl. Byl najat během 7. řady Simpsonových poté, co napsal první návrh dílu Tlouštík Homer, ale po 11. řadě odešel. Do štábu Simpsonových se vrátil během 13. série. 

## Život a kariéra
Navštěvoval Harvardovu univerzitu, kde byl prezidentem časopisu Harvard Lampoon a redaktorem celostátně distribuované parodie Harvard Lampoon USA Today. Pracoval také jako asistent redakce v deníku The Boston Globe. Harvard dokončil v roce 1987.
Po vysoké škole pracoval jako reportér pro USA Today a spolu se zakladatelem USA Today Allenem H. Neuharthem napsal knihu s názvem Truly One Nation. Následně navštěvoval Harvard Law School a dva roky vykonával právnickou praxi v New Yorku, během níž spoluzaložil televizní a mediální společnost PME působící na Ukrajině a v několika dalších bývalých sovětských republikách. 
Greaney je autorem slova „embiggen“ použitého v roce 1996 pro epizodu Líza bortí mýty ze 7. řady Simpsonových. Pracoval na mnoha filmových projektech, například na  snímku Borat: Nakoukání do amerycké kultůry na obědnávku slavnoj kazašskoj národu. 
Greaney se zasloužil o napsání dílu Nebárt se budoucnosti, prorocké epizody Simpsonových z roku 2000, která představila možnost prezidentství Donalda Trumpa, jež se uskutečnilo o 16 let později.

## Scenáristická filmografie

### Simpsonovi
7. řada
- Tlouštík Homer
- Simpsonovi na prázdninách

8. řada
- Speciální čarodějnický díl (část Miska stvoření)
- Má sestra, má chůva
- Simpsonovi

9. řada
- Marge prodává nemovitosti
- Hrátky s Ralphem

10. řada
- Mor na Amora
- Třicet minut v Tokiu

11. řada
- Nebárt se budoucnosti

14. řada
- Vraťte mi hvězdnou oblohu (s Allenem Grazierem)

15. řada
- Já, robot (s Allenem Grazierem)

17. řada
- Ohňostroj oddanosti

21. řada
- Suď mě něžně (s Allenem Grazierem)

25. řada
- Úlet s Diggsem (s Allenem Grazierem)

27. řada
- Bartovo chlapectví

28. řada
- Velký Phatsby (2. část s Mattem Selmanem)

32. řada
- Dějiny umění

### Kancl
8. řada
- Mrs. California

9. řada
- Suit Warehouse

### Televizní seriály a pilotní díly
Během dvouleté přestávky od seriálu Simpsonovi Greaney pracoval na následujících pilotních dílech a krátkých seriálech:
- The Michael Richards Show – producent
- Animals Anonymous – tvůrce, scenárista
- Long Distance – tvůrce, scenárista